# Albanska nyhetstidningar
Denna artikel behandlar albanska nyhetstidningar.

## Tidningar
- Pellazgos är den första nyhetstidningen på albanska och grekiska språket och publicerades först i Lamia i Grekland. Den grundades av Evangelis Zappas.
- Shekulli är en dagstidning som ges ut 7 dagar i veckan på albanska i Albanien.
- Panorama är en dagstidning som ges ut 7 dagar i veckan på albanska i Albanien.
- Albanian Time är den första och enda albanska nyhetstidningen i Kanada.
- Kosovos Röst (på albanska Zëri i Kosovës) är den albanska nyhetstidningen i Schweiz som varje vecka trycks i både engelska och tyska upplagor.
- Rilindja är den första nyhetstidningen i Kosovo. Publiceringen blev tillåten av den serbiska regeringen år 1990. Publiceringen fortsatte att växa i andra länder, i Västeuropa och Albanien.
- Albania är en partipolitisk nyhetstidning i Albanien som ägs av Albaniens demokratiska parti.